# Zach Parise
Zachary Andrew Parise, detto Zach (Minneapolis, 28 luglio 1984), è un hockeista su ghiaccio statunitense è un'ala di sinistra che gioca nella National Hockey League per i Minnesota Wild.

## Carriera

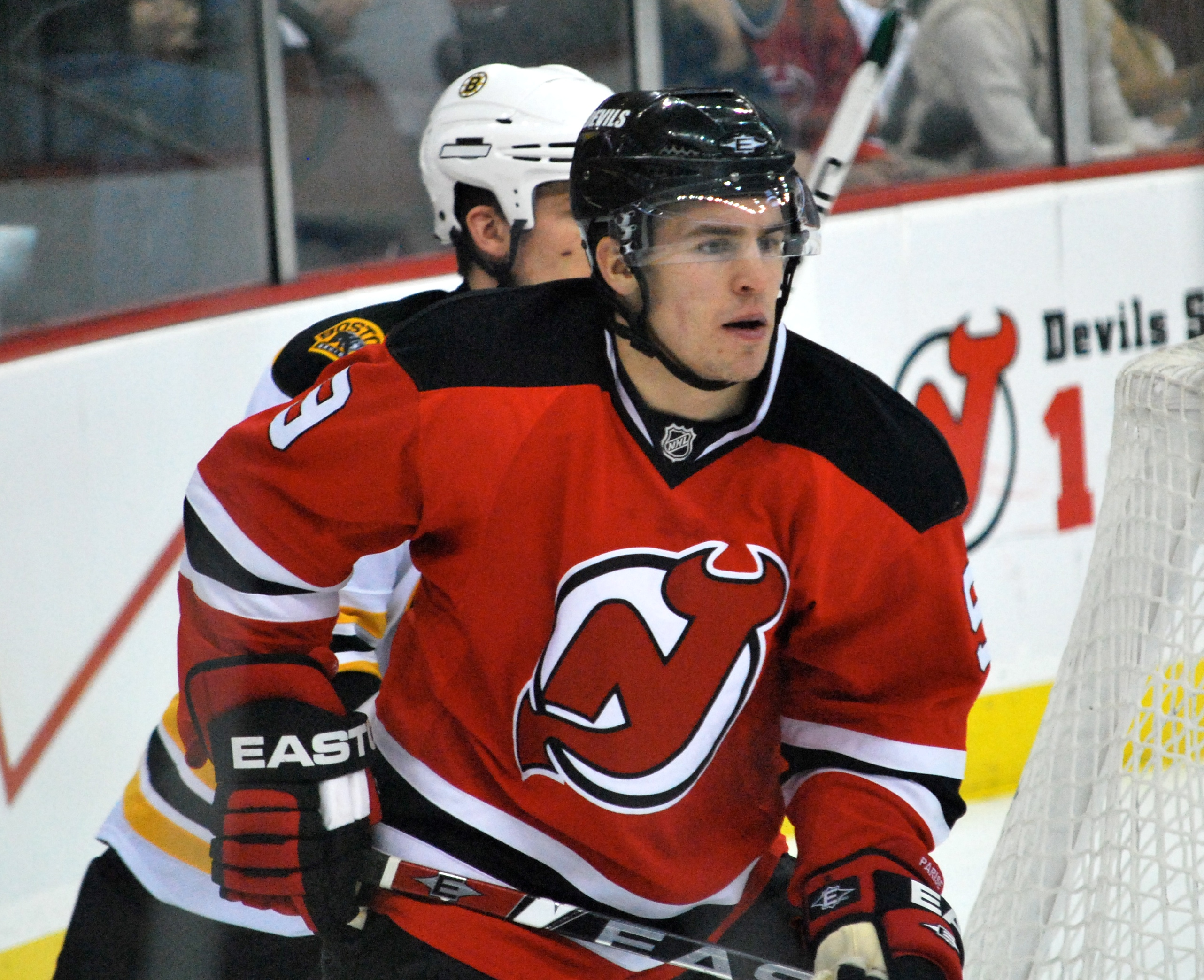
Parise con la maglia dei Devils.

È figlio di Jean-Paul e fratello minore di Jordan, entrambi giocatori di hockey su ghiaccio.
Prima di passare nei professionisti, Parise ha giocato due stagioni per l'Università del Nord Dakota, dove fu nominato per due volte per l'Hobey Baker Award. Prima di allora Parise giocò due stagioni alla Shattuck-St. Mary's di Faribault nel Minnesota.
Nel 2003 passò professionista, giocando una stagione con gli Albany River Rats passando successivamente ai New Jersey Devils. La sua miglior stagione fu il 2008-2009, quando si classificò terzo nella classifica marcatori. Al termine della stagione 2011-2012, terminata da campione di Conference ma con una sconfitta in finale di Stanley Cup con i Los Angeles Kings, si è svincolato ed ha firmato per i Minnesota Wild.
A livello internazionale, Parise ha rappresentato gli Stati Uniti in diverse occasioni, vincendo una medaglia d'oro ai Campionati mondiali junior del 2004 e partecipando alle Olimpiadi invernali del 2010.

## Palmarès

### Nazionale
- Giochi olimpici invernali:

Stati Uniti:  Salt Lake City 2002; Vancouver 2010